# Fernando Macedo da Silva
Fernando Macedo da Silva, més conegut com a Nano (La Corunya, 20 d'abril de 1982) és un futbolista gallec, que ocupa la posició de davanter.

## Trajectòria
Format en les categories inferiors del FC Barcelona, el 1998 arriba al primer filial blaugrana, i tan sols una temporada després, debuta en primera divisió. El davanter gallec va romandre dins l'entitat catalana fins al 2003, però en aquest temps, només va jugar-hi quatre partits de lliga amb el primer equip, i tots ells com a suplent.
L'estiu de 2003, en busca d'oportunitats, recala a l'Atlètic de Madrid. Eixe any qualla una temporada acceptable amb els matalassers, amb 5 gols en 28 partits, però la temporada 04/05 passa a la suplència.
Després d'una breu passada pel Getafe CF, el 2006 s'incorpora al Cadis CF. Els andalusos jugaven a la Segona Divisió i Nano disputa 24 partits eixe any, per 13 del següent, en el qual el seu equip perd la categoria. La 08/09 la juga a Segona B amb el Racing de Ferrol, i al juliol de 2010 retorna a la divisió d'argent en fitxar pel CD Numancia de Sòria.